# Phaonia nigripennis
Phaonia nigripennis är en tvåvingeart som beskrevs av Ma och Xiaolong Cui 1992. Phaonia nigripennis ingår i släktet Phaonia och familjen husflugor.
Artens utbredningsområde är Heilongjiang (Kina). Inga underarter finns listade i Catalogue of Life.